# Іванов Юрій Ігорович
Іванов Юрій Ігорович (нар. 11 січня 1992, Київ) — український академічний веслувальник, призер чемпіонату Європи.

## Спортивні досягнення
- 2009 — IV місце на молодіжному чемпіонаті світу в четвірках парних;
- 2010 — VI місце на I юнацьких Олімпійських іграх в одиночках;
- 2011 — III місце на етапі Кубку світу в четвірках парних, I місце на молодіжному чемпіонаті світу в четвірках парних;
- 2012 — X і VIII місце на етапах Кубку світу в четвірках парних, II місце на чемпіонаті Європи в четвірках парних;
- 2013 — VI місце на молодіжному чемпіонаті світу в четвірках парних;
- 2014 — XVIII місце на чемпіонаті Європи в двійках парних, II місце на молодіжному чемпіонаті світу в четвірках парних;
- 2016 — X місце на чемпіонаті Європи в двійках парних;
- 2017 — IV місце на другій попередній стадії на чемпіонаті Європи в двійках парних, XI місце на чемпіонаті світу в четвірках парних;
- 2019 — XVI місце на чемпіонаті Європи в двійках парних.